# Xã Harrison, Quận Vigo, Indiana
Xã Harrison (tiếng Anh: Harrison Township) là một xã thuộc quận Vigo, tiểu bang Indiana, Hoa Kỳ. Năm 2010, dân số của xã này là 51.272 người.